# Тріасове вимирання

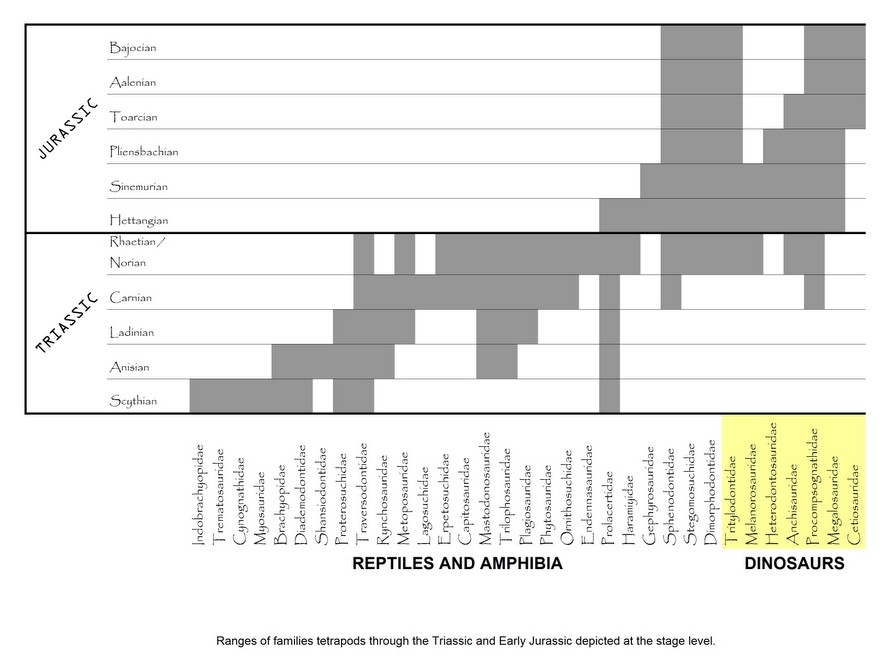
Поширення сімейств Тетрапод в тріасовому і ранньому юрському періодах.

Тріа́сово-ю́рське вимира́ння відмічає межу між тріасовим і юрським періодами, 199,6 мільйона років тому, і є одним з найбільших вимирань мезозойської ери, яке мало сильний вплив на життя на Землі.

## Наслідки вимирання
Цілий клас конодонтів, що становили 20 % усіх морських сімейств, всі широко поширені круротарзи (нединозавроподібні архозаври), деякі з терапсид, що залишилися, і багато видів з широко поширеної групи земноводних повністю зникли. Принаймні половина відомих нині видів, які жили на Землі в той час, вимерла. Ця подія звільнила екологічні ніші, давши змогу динозаврам домінувати, починаючи з юрського періоду. Тріасове вимирання сталося менш ніж за 10 000 років і відбувалося безпосередньо перед тим, як Пангея почала розпадатися на частини.
Статистичний аналіз втрат серед морської фауни в цей час наводить на думку, що зменшення різноманітності було пов'язане радше зі спадом у темпі видоутворення, ніж зі зростанням вимирання.

## Причини
Було запропоновано декілька пояснень цієї події, але всі вони не повною мірою відповідають потрібним вимогам:
- Поступова зміна клімату або флуктуації рівня океану протягом пізнього тріасового періоду. Однак це не пояснює раптовості вимирання істот в океані. Можливо, зміна клімату пов'язана зі зміною площі світового океану і його глибини, викликаної рухом земної кори. Відбиття сонячного світла водною поверхнею та збільшення вологості клімату спровокувало появу полярних та високогірних льодових шапок, що призвело, в свою чергу, до льодовикового періоду та значного промерзання акваторії океану.
- Падіння астероїда, але немає датованого ударного кратера, утворення якого збіглося б із тріасово-юрською границею (зіткнення, відповідальне за кільцеподібну структуру Манікуаганського озера, сталося за 12 мільйонів років до тріасово-юрського вимирання).
- Масові виверження вулканів, особливо базальтових лав у Центрально-атлантичній магматичній області (Central Atlantic Magmatic Province або CAMP), вивільнило б в атмосферу вуглекислий газ або діоксид сірки, які в свою чергу були б причиною сильного глобального потепління (від першого газу) або похолодання (від другого газу).[3]
- Гіпотеза про метангідратну рушницю. Потепління через вулканізм та накопичення вуглекислого газу в атмосфері призвело до вивільнення метану з донних клатратів. Виділення метану, навіть сильнішого парникового газу, ніж CO2, прискорило потепління ще сильніше, що в свою чергу призвело до ще більшого вивільнення метану з дна океанів. Цей процес міг призвести до швидкої зміни глобальної температури.[4] Ізотопна структура скам'янілих ґрунтів пізнього тріасового та раннього юрського періодів не показує доказів будь-яких змін кількості вуглекислого газу (CO2) в атмосфері. Однак пізніше деякі докази все ж були знайдені у ґрунтах, які належать до тріасово-юрської границі. Деякі дослідники висловили припущення, що причиною цього зростання (і, як наслідок, вимирання) могла бути комбінація вулканічного СО2, що виділився з лав, і катастрофічного розкладу газових гідратів. Крім того, газові гідрати були запропоновані як одна з можливих причин масового пермського вимирання наприкінці пермського періоду.